# Polydesmus tridens
Polydesmus tridens är en mångfotingart som beskrevs av Carl Graf Attems 1951. Polydesmus tridens ingår i släktet Polydesmus och familjen plattdubbelfotingar. Inga underarter finns listade i Catalogue of Life.